# سليمان عبد الكريم الفهيم
ولد سليمان عبد الكريم محمد الفهيم، في دبي في 18 ابريل 1977م، ونشأ بين دبي وأبوظبي وسط أسرة عريقة في عالم المال والأعمال، فتعلم ابجديات الإدارة في سن مبكرة، حيث أوكل له والده مسؤولية إدارة صيدلية الشرق في دبي ولم يكن قد تجاوز الحادية عشرة من عمره، فحقق نجاحاً كبيراً في إدارتها.

## حياته
في مرحلة الطفولة بدأ السفير سليمان الفهيم مشواره مع رياضة الشطرنج كلاعب هاو يمارس اللعبة مع أشقائه وأصدقائه قبل أن ينضم إلى نادي دبي للشطرنج ضمن فئة الناشئين والمراحل السنية، وشارك وقتها في كثير من البطولات على المستويين المحلي والعالمي وحقق عدد من الإنجازات المحلية والخارجية، كان أبرزها حصولها على المركز الخامس في بطولة العالم للناشئين والتي اقيمت عام 1987م في بورتو ريكو. وأخيرا تمّ تكريمه من قبل جلالة ملك ماليزيا توانكو زين العابدين بوسام الرياضة الذهبي على رعايته الدائمة لرياضة القدرة في العالم. وأيضا تم تكريمه من سمو الأمير الملكي الأمير خالد بن عبد الله بن عبد العزيز آل سعود لدعمه للرياضة الشبابية في الوطن العربي.

## الدراسة
درس المرحلة الابتدائية بمدرسة أحمد بن سليم في دبي والإعدادية في مدرسة المهلب الإعدادية بدبي والثانوية في مدرسة الوحيدة الثانوية، وتخرج في جامعة الإمارات العربية المتحدة في العين. إدارة أعمال وتسويق وذلك في بداية 1999م. بعدها أكمل الدراسات العليا في الولايات المتحدة الأمريكية، ونال شهادة الماجستير في الإدارة المالية في الجامعة الأمريكية ومن ثم حصل على شهادة الماجستير في التطوير العقاري كأول شخص في الوطن العربي ينال هذه الشهادة وكان ذلك في العام 2003. وتزوج بسيدة أعمال إماراتية كانت السبب المباشر في نجاحه.

## المناصب التي يشغلها
يشغل السفير سليمان الفهيم حالياً عدة مناصب:
1. رئيس مجلس إدارة الاتحاد العربي للتنمية العقارية. (في مارس 2009 تمّ اختياره بالإجماع كرئيس للاتحاد العربي للتنمية العقارية التابع لمجلس الوحدة الاقتصادية بجامعة الدول العربية والذي يضم في عضويته كل الدول العربية).
2. رئيس مجلس إدارة مجموعة سليمان الفهيم.
3. عضو مجلس إدارة هيدرا العقارية من 2005 إلى 2010.
4. رئيس الاتحاد الإماراتي للشطرنج من 2008 إلى 2010.
5. رئيس المكتب الاستشاري بالاتحاد الدولي للشطرنج. من 2009 إلى 2010.
6. عضو هيئة الشرف بنادي العين الرياضي.
7. في نوفمبر 2008 تمّ اختياره كسفير للنوايا الحسنة لمركز إمسام، المراقب الدولي الدائم بالأمم المتحدة لدعم الأهداف الإنمائية.
8. في مارس 2009 تمّ اختياره بالإجماع كرئيس مجلس إدارة مدينة نيويورك الخضراء.
9. في مايو 2009 تم تعينه كسفير فوق العادة للنوايا الحسنة لمركز إمسام، المراقب الدولي الدائم بالأمم المتحدة لدعم الأهداف الإنمائية.
10. عضو هيئة الشرف بنادي أهلي جدة السعودي.
11. عضو هيئة الشرف بنادي الزمالك المصري.
12. عضو مجلس إدارة اللجنة الأولمبية الإماراتية.

## الجوائز والإنجازات
ارتبطت الإنجازات بسليمان الفهيم منذ الطفولة، حيث أبرز أبناء جيله في رياضة الشطرنج وحقق عدد من الإنجازات من بينها:
- نال ذهبية بطولة الإمارات للمراحل السنية في الفردية والفرق لأكثر من موسم رياضي.
- حقق الترتيب الخامس على مستوى العالم بالنسبة لفئة الناشئين في بطولة العالم التي اقيمت عام 1987م في بورتو ريكو.
- نال ذهبية بطولة «الجيوش العربية» في لبنان لفئة الفردي في عام 2000 وهي البطولة التي اقيمت على شرف تحرير لبنان.
- حقق مع منتخب الإمارات الميدالية البرونزية في بطولة العرب بلبنان 2000م.

كما فاز السفير الفهيم بعدد من الجوائز وتمّ تكريمه على أعلى المستويات:
1. جائزة الإنجاز والتميز كصاحب أفضل رؤية اقتصادية بالنسبة للرؤساء التنفيذيين في الشرق الأوسط في العام 2007
2. جائزة شخصية رؤيتي مستقبلي 2007، المقدمة من وزارة التربية والتعليم بالإمارات.
3. جائزة أفضل الرؤساء التنفيذيين في الشرق الأوسط في عامي 2006-2008.
4. مجلة أريبيان بيزنس وضعته في قائمة أقوى الشخصيات في العالم العربي محتلاً المرتبة الرابعة بعد الوليد بن طلال والإماراتي محمد العبار والصحفي العراقي منتصر الزيدي.[1]
5. جائزة أفضل إنجاز في العام 2008 باعتبار أنّه نجح في قيادة شركة هيدرا العقارية محليا وعالميا محققا معها إنجازات قالت عنها وسائل الإعلام العالمية أنه من الصعب على أي شركة تحقيقها خلال فترة وجيزة كما في حال شركة هيدرا العقارية.
6. فاز بخمس جوائز من ولاية كاليفورنيا وثلاث جوائز من الكونغرس الأمريكي من بينها جائزة أفضل واسرع مطور عقاري وجائزة التطوير المجتمعي والإنساني.
7. تمّ تكريمه من قبل جلالة ملك ماليزيا توانكو زين العابدين بوسام الرياضة الذهبي على رعايته الدائمة لرياضة القدرة في العالم.

## صفقة شراء نادي مانشستر سيتي
سليمان الفهيم هو مهندس صفقة الاستحواذ على نادي مانشستر سيتي الإنجليزي في سنة 2008، حيث قاد المفاوضات منذ البداية وحتى اكتمال الصفقة في حدث كان مثار اهتمام العالم اجمع، وتوّج هذا بتغيير مسار اللاعب الدولي البرازيلي روبينهو والذي كان على وشك التوقيع لنادي تشيلسي الإنجليزي، ونجح الفهيم في كسب خدماته ليصبح لاعب بفريق مانشستر سيتي.[بحاجة لمصدر]

## خدمة المجتمع
عرف سليمان الفهيم دعمه واهتمامه بالتطوير الإنساني والمجتمعي من خلال رعايته لكثير من الفعاليات الاجتماعية والرياضية والثقافية والدينية، كما يعد أهم المهتمين بالتطوير العقاري الذي يراعي البعد الإنساني للعقار من خلال تطوير المشاريع الصديقة للبيئة، ويحرص على دعم برامج المسؤولية الاجتماعية من خلال شركة هيدرا العقارية، ونتيجة لجهوده الإنسانية والخيرية تمّ اختياره كسفير النوايا الحسنة ومن ثم تمت ترقيته ليكون سفيرا فوق العادة ومفوض بمنظمة إمسام المراقب الدولي الدائم لدى المجلس الاقتصادي والاجتماعي بالأمم المتحدة.
اشتهر بصلاته الاجتماعية الواسعة حيث تربطه علاقة وطيدة بالرئيس الأمريكي الاسبق جورج بوش، والرئيس الأمريكي الأسبق بيل كلينتون، ورئيس مجلس الشيوخ الأمريكي هاري رييد، والسناتور الأمريكي روبرت كيسي، ورجل الأعمال دونالد ترامب، الممثل الهندي سلمان خان ونجوم هوليوود أمثال ديمي مور وليوناردو دي كابريو، أشتون كوتشر، عائلة هيلتون، انطونيو بانديراس، وأرنستو باوليللو الإيطالي.[بحاجة لمصدر]
السفير الفهيم هو نجم برنامج (هيدرا إكزكيوتيفز) الذي ينتمي لبرامج تلفزيون الواقع وهو برنامج يسلط الضوء على القطاع العقاري في الإمارات ويروج لأبوظبي كعاصمة اقتصادية عالمية، وتصل جائزة البرنامج إلى مليون دولار.